# Thorvald Klaveness
Thorvald Klaveness (født 22. september 1844 i Sandeherred, død 17. februar 1915 i Kristiania) var en norsk præst. Han var farbror til Thoralv Klaveness.
Klaveness blev student 1862, cand. theol. 1867 og lærer ved Nickelsens pigeskole i Kristiania, 1868 redaktør af Fædrelandet og dets gølgeblad Hjemmets og Arbejderens Ven sammen med P. Hærem. 1874 blev han residerende kapellan til Eidsberg, 1882 i Fredrikshald, 1892 sognepræst til Oslo Menighed i Kristiania, hvorfra han 1898 blev befordret til Frogner Menighed i samme by. Klaveness hørte til den nyere skole af norske præster, som med grundige studier i teologi forenede et opladt syn for det praktiske kristenlivs krav (indremission, sociale reformer, arbejderspørgsmål) og sans for det borgerlige samfundslivs rent humane interesser. Som teolog og forkynder tilhørte han oprindelig den pietistiske vækkelsesretning, men i sine senere år var han en afgjort tilhænger af den såkaldte "opdragelseskristendom", som lægger hovedvægten på kristenlivets stille vækst under den daglige kristelige påvirkning i hjem, skole og kirke. Derfor blev det en livsopgave for Klaveness at skaffe folket og dets lærere god og tidsmæssig religionskundskab. Han udgav lærebøger i religion, som fik en meget stor udbredelse (Forklaring over Luthers lille katekismus, Bibelhistorie for Middelskolen«, Bibellære for Gymnasier og Lærerskoler, Vejledning til Brugen af min Forklaring). Han var en meget søgt Prædikant, og hans prædikensamlinger fandt mange læsere (Evangeliet forkyndt for Nutiden, 4. oplag 1905; Ny Prædikener til alle Kirkeaarets Helligdage, 1915). I sine senere år gik han mere og mere over til den liberale teologi, men holdt dog altid fast på den apostoliske trosbekendelse. Intet menneskeligt var ham uvedkommende, og sin levende interesse for kultur- og samfundsspørgsmål har han lagt for dagen i en vældig litterær produktion, særlig i de to tidsskrifter, han var med at grundlægge, nemlig For Kirke og Kultur (1894, sammen med Chr. Bruun) og Norsk Kirkeblad (1908), som blev den liberale teologis kirkelige organ i Norge. Klaveness havde altid været interesseret for statskirkens organisation, og 1908 blev han formand i den kirkekommission, som fik i opdrag blandt andet at fremsætte forslag i den retning. Han fastholdt det gamle reformprogram, at statskirken skulde organiseres af staten, og afviste "den frie folkekirke", hvis princip er, at kirken med statens tilladelse organiserer sig selv. Som formand i Kirkekommissionen udførte Klaveness et omfattende arbejde, da han selv skrev alle flertalsindstillinger. Men under disse anstrengelser blev han angrebet af den sygdom (kræft), som endte hans liv.